# Malouetia molongo
Malouetia molongo är en oleanderväxtart som beskrevs av M.E. Endress. Malouetia molongo ingår i släktet Malouetia och familjen oleanderväxter. Inga underarter finns listade i Catalogue of Life.